# Antonio Hervias
Antonio Hervias (?, Valladolid - † 1590, Cartagena de Indias) fou un frare dominic, mestre i bisbe espanyol.

## Biografia
Fill de Marcos de Hervias i Ana Calderón, va fer els estudis al Col·legi de Sant Gregori de Valladolid, i es formà al convent de Sant Esteve a Salamanca. Arribà al Perú el 1557 i passà a formar part del claustre de la Universitat de San Marcos, essent el primer catedràtic de prima de teologia que l'Orde de Predicadors tingué a Lima,
Escollit rector de la universitat en dos períodes, del 1565 al 1566 i el 1571, any en què San Marcos es converteix per butlla del papa Pius V en la primera universitat d'Amèrica amb rang de reial i pontifícia. Fou l'últim rector del monopoli dominic d'aquesta casa d'estudis, atès que fins al 1571 foren només priors d'aquest orde els que assumien aquests càrrecs.
Protestà contra la secularització disposada pel virrei Francisco de Toledo, i professà com a qualificador del Sant Ofici i Vicari General de la província de Quito el 1573. Tanmateix, les seves dignitats van créixer quan el papa Gregori XIII el nomenà bisbe d'Arequipa el 1577, després de Verapaz el 1579 i posteriorment de Cartagena de Indias el 1584, on va morir el 1590.